# Liste des camps militaires français
 (mars 2025).
Si vous disposez d'ouvrages ou d'articles de référence ou si vous connaissez des sites web de qualité traitant du thème abordé ici, merci de compléter l'article en donnant les références utiles à sa vérifiabilité et en les liant à la section « Notes et références ».
Cet article donne la liste des camps militaires français par Régions Terre.

## Région Terre Ile-de-France

### Île-de-France
- Versailles Satory
- Maison Lafitte
- Camp des Loges
- Fort Neuf de Vincennes
- Fort de Bicêtre
- Beynes
- Vieux fort de Vincennes
- Fort de Vanves
- Fort de Montrouge
- Val de Grâce
- TE Linas Montlhery
- Basé aérienne 107
- Basé aérienne 217
- forteresses du Mont Valérien
- Caserne Guynemer
- Centre du commandant MILLE
- Caserne des Recollets

## Région Terre Nord-Est

### Alsace
- Camp militaire de Neubourg
- Camp d'Oberhoffen

### Champagne-Ardenne
- Camp de Mailly
- Camp de Mourmelon
- Camp de Suippes

### Franche-Comté
- Camp du Valdahon

### Lorraine
- Camp d'Angevillers
- Camp militaire de Bitche

### Picardie
- Camp de Sissonne
- Camp de Noyon
- Camp des villes sœur (Mers-les-Bains/Eu/Le Tréport) fin août
- Camps Monchaux-Soreng (année impair) alentour du 8 mai
- camps Gamaches (année pair) alentour du 8 mai

## Région Terre Nord-Ouest

### Bretagne
- Camp de Coëtquidan
- Camp de la Lande d'Ouée
- Camp de Meucon

### Centre-Val de Loire
- Camp du Ruchard
- Camp de Cercottes
- Camp d'Ardon
- Camp de Nevoy

### Pays de Loire
- Fontevraud
- Auvours

## Région Terre Sud-Est

### Auvergne-Rhône-Alpes
- Camp de Bourg-Lastic
- La Fontaine du Berger
- Camp de Chambaran
- Camp de la Valbonne
- Camp de Varces

### Corse
- Camp Raffalli - Calvi

### Occitanie
- Camp des Garrigues
- Terrain de manœuvre de Villemaury

### Provence-Alpes-Côte d'Azur
- Camp de Canjuers
- Camp de Carpiagne
- Quartier Koenig plateau d'Albion
- Camp de la Delorme

## Région Terre Sud-Ouest

### Nouvelle-Aquitaine
- Camp de la Braconne
- Camp militaire de Bussac
- Camp militaire de Dirac
- Camp de La Courtine
- Camp de Ger
- Camp du Poteau
- Camp de Souge

### Occitanie
- Camp du Larzac
- Camp de Caylus